# Frank Hörnigk

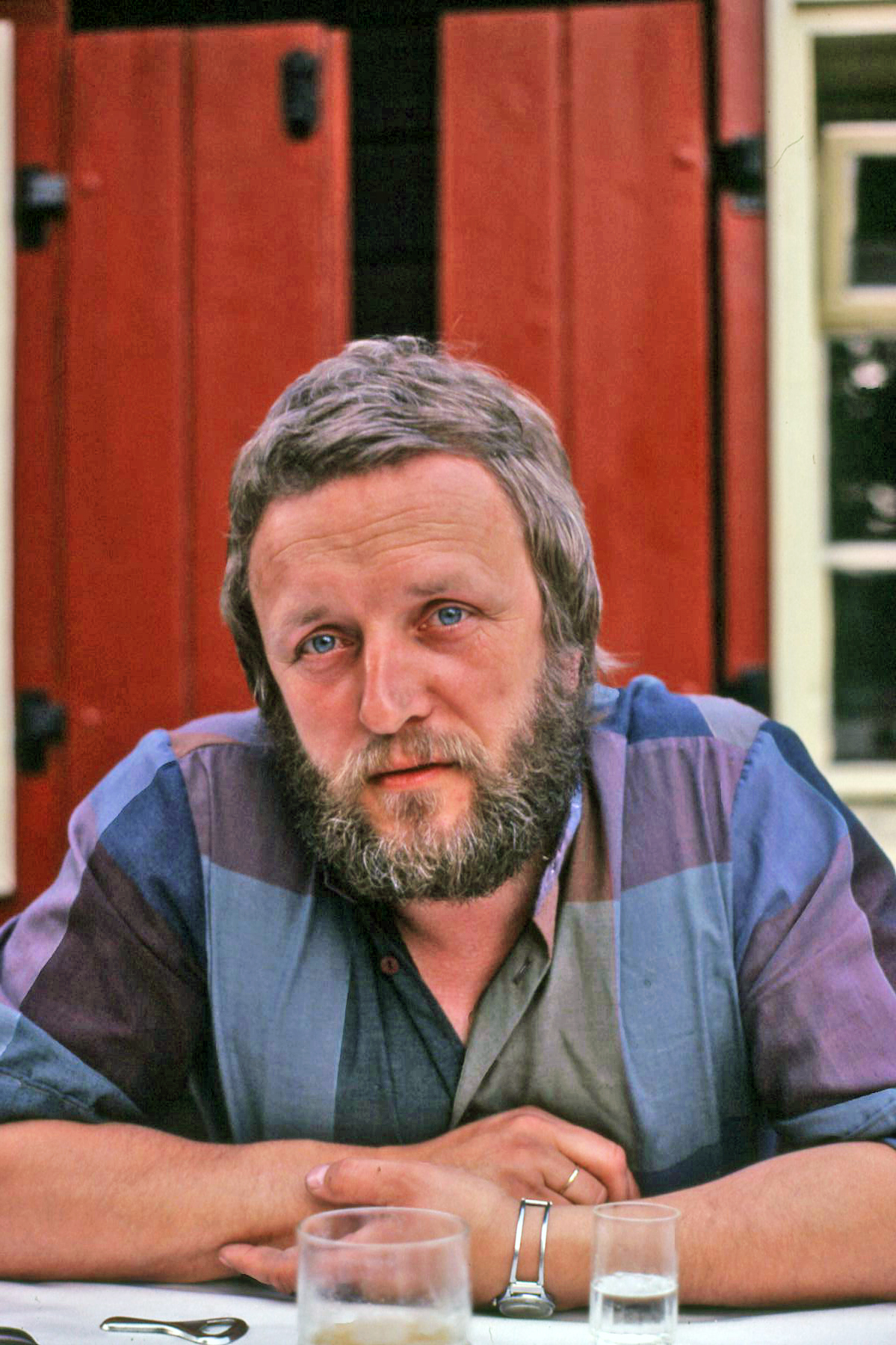
Frank Hörnigk 1983

Frank Hörnigk (* 24. April 1944 in Frankfurt (Oder); † 30. Januar 2016) war ein deutscher Literaturwissenschaftler und Hochschullehrer.

## Leben
Nach einer Ausbildung zum Stahlwerker studierte Hörnigk an der Humboldt-Universität zu Berlin Germanistik und Kunstgeschichte. Im Jahr 1973 wurde er mit einer Untersuchung über den Zusammenhang von revolutionärer Praxis, revolutionär-demokratischer Ideologiebildung und ästhetischem Programm bei Georg Büchner promoviert. 1975 war er Mitgründer der Literaturzeitschrift Temperamente, wurde aber 1978 fristlos entlassen. 1979 bekam er ein Parteiverfahren, das mit einer strengen Rüge endete. 1981 habilitierte er sich mit einer Dissertation B zum Thema Geschichte im Drama: Studien zum Problem von Geschichte und Geschichtsverständnis in der neueren DDR-Dramatik, zu Aspekten der Erberezeption sowie der Aneignung von Stücken der sozialistischen Weltliteratur durch das zeitgenössische Theater. Von 1982 bis 1988 war er dramaturgischer Mitarbeiter am Staatsschauspiel Dresden.
Ab 1984 war er an der Humboldt-Universität als Dozent tätig. 1988 wurde Hörnigk zum außerordentlichen, 1990 zum Ordentlichen Professor der Sektion Germanistik berufen. 1987 war er Gastprofessor an der Universität Paris VIII. 1993 erfolgte eine Neuberufung auf den Lehrstuhl für Neuere Deutsche Literatur der Humboldt-Universität. 2008 wurde Hörnigk emeritiert. Er war Mitglied des PEN-Zentrums Deutschland, wissenschaftlicher Leiter der Arnold-Zweig-Gesamtausgabe und Herausgeber unter anderem der Heiner-Müller-Werkreihe.
Hörnigk lebte mit seiner Frau, der Literaturwissenschaftlerin Therese Hörnigk (* 1942), in Berlin-Rahnsdorf. Ihre Tochter Henriette Hörnigk ist Dramaturgin und Regisseurin. Frank Hörnigk starb 2016 an den Folgen eines Herzinfarkts.